# Quand le Japon s’ouvrit au monde

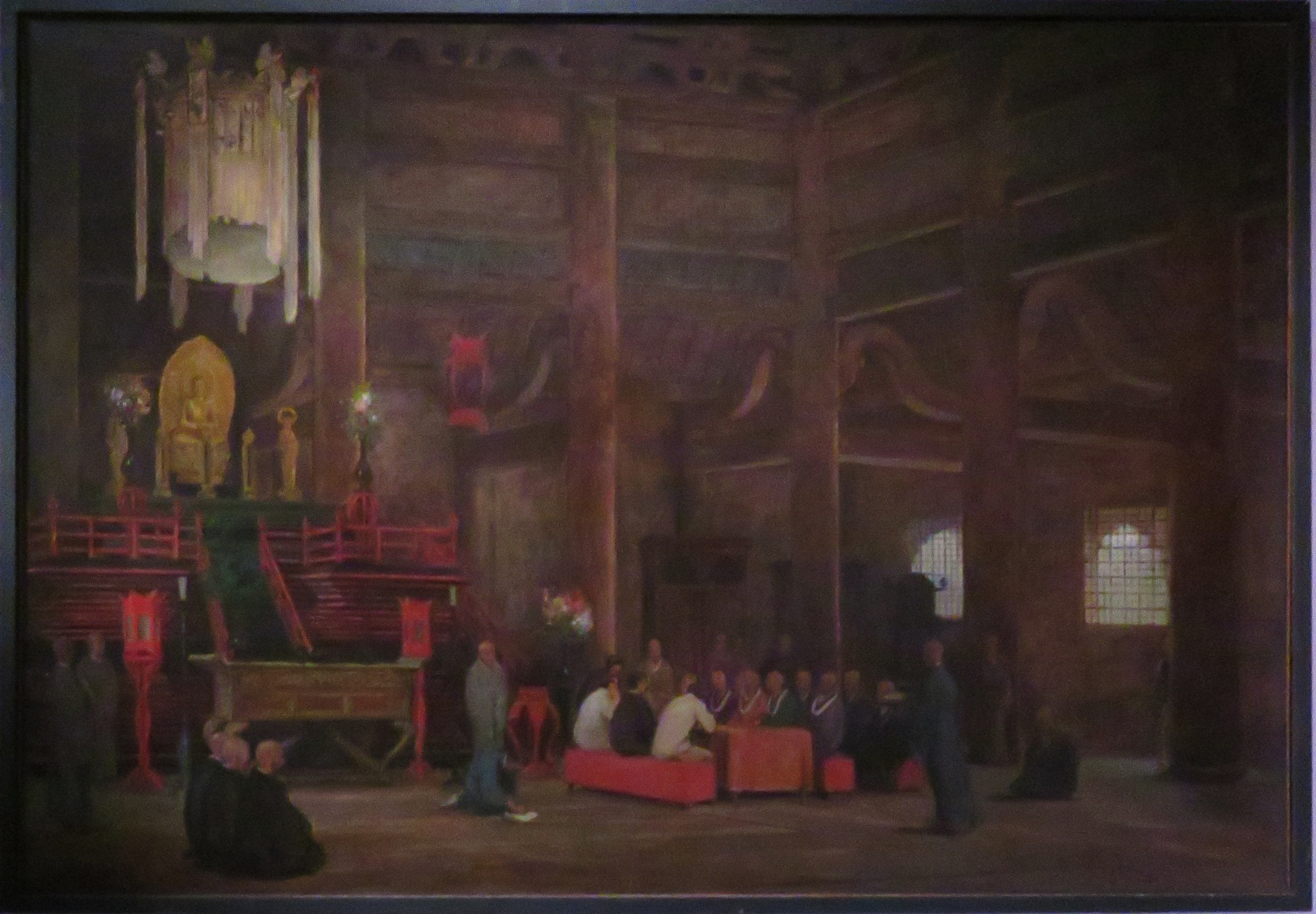
Conférence religieuse au temple Kenninji de Kyoto, huile sur toile de Félix Régamey, vers 1877–78. Musée Guimet, Paris. Détail du tableau reproduit sur la quatrième de couverture.

Quand le Japon s’ouvrit au monde est une monographie illustrée sur l’histoire et la culture de l’ère Meiji du Japon, co-écrite par Keiko Omoto, chargée des fonds japonais de la bibliothèque du musée Guimet, et Francis Macouin, conservateur en chef de la bibliothèque du musée Guimet. Cet ouvrage est le 99e titre dans la collection « Découvertes Gallimard », paru chez Gallimard en 1990, en collaboration avec la Réunion des musées nationaux. Une nouvelle édition augmentée et mise à jour est parue en 2001, également avec une nouvelle couverture, sous le titre Quand le Japon s’ouvrit au monde : Émile Guimet et les arts d’Asie,. Le livre a également été adapté en un film documentaire homonyme.

## Introduction et contenu
Cet opus en format poche (125 × 178 mm) fait partie de la série Histoire dans la collection « Découvertes Gallimard », raconte le voyage de l’industriel Émile Guimet, et de son compagnon, le peintre Félix Régamey, au Japon. À travers leurs yeux, une observation et fascination dans le Japon de l’ère Meiji (1868–1912), de sa culture, de ses religions (shintoïsme et bouddhisme), entre tradition et modernisme. De retour en France, cette ferveur se concrétise par la création d’un musée des religions du monde entier, qui deviendra finalement le Musée national des Arts asiatiques - Guimet.
Selon la tradition des « Découvertes », cette collection repose sur une abondante documentation iconographique et une manière de faire dialoguer l’iconographie documentaire et le texte, enrichie par une impression sur papier couché. Autrement dit, « de véritables monographies, éditées comme des livres d’art ». C’est presque comme un « roman graphique » divisé en quatre chapitres, suivis d’un ensemble des « témoignages et documents ».

### Le corpus
- Pré-générique (p. 1–7, une succession d’illustrations pleine page, des tableaux réalisés par Félix Régamey)
- Chapitre premier : « Quand le Japon s’ouvrait à l’Occident » (p. 11–37)
- Chapitre II : « Une double vocation » (p. 39–57)
- Chapitre III : « Impressions de voyage » (p. 59–85)
- Chapitre IV : « Des propagandistes à l’œuvre » (p. 87–111)

### Témoignages et documents
- Témoignages et documents (p. 113–163)
  - Le choc des cultures (p. 114–119)
  - Les Japonais à la découverte de l’Europe (p. 120–123)
  - D’Edo à Meiji : faut-il être moderne ? (p. 124–127)
  - Le Japon au quotidien (p. 128–141)
  - La Polémique Loti Régamey (p. 142–147)
  - Le Japon inspire les artistes (p. 148–151)
  - Émile Guimet et les religions (p. 152–153)
  - A quoi peut servir un musée des religions ? (p. 154–157)
  - Une conception bien arrêtée des musées (p. 158–161)
  - Guimet philanthrope vu par lui-même (p. 162–163)
- Bio-bibliographie d’Émile Guimet (p. 164–167)
- Glossaire (p. 167)
- Bibliographie sommaire (p. 167–168)
- Table des illustrations (p. 169–173)
- Index (p. 173–175)
- Crédits/Remerciements (p. 175)
- Table des matières (p. 176)

## Accueil
Dans sa critique du livre pour la revue Arts asiatiques (no 46) de Persée, l’historien de l’art François Berthier écrit : 

« K. Omoto et F. Macouin brossent d’excellents portraits de ces deux aventuriers de l’esprit qui, assoiffés d’art et de culture, partirent pleins d’espoir pour un pays alors peu connu. Leurs espérances ne furent point déçues, puisqu’ils eurent le privilège de découvrir un Japon en transition, certes, mais conservant encore son vrai visage. Les auteurs de ce livre fort intéressant font revivre le fructueux voyage de Guimet et de Régamey, au cours duquel ces pionniers eurent aussi l’occasion d’observer la vie quotidienne du peuple nippon et de parcourir le fameux Tōkaidō, la vieille voie reliant Tōkyō et Kyōto dont Hiroshige a immortalisé les cinquante-trois étapes. […] Le livre de K. Omoto et de F. Macouin, qui fait honneur à la collection ‹ Découvertes Gallimard ›, est encore enrichi par une abondante et passionnante illustration qui comprend, entre autres, des peintures de Félix Régamey, des gravures japonaises et des photographies anciennes. »

## Adaptation documentaire
En 1998, en coproduction avec La Sept-Arte et Trans Europe Film, en collaboration avec Éditions Gallimard, réalisé l’adaptation de Quand le Japon s’ouvrit au monde, dirigée par Jean-Claude Lubtchansky, et diffusé sur Arte dans la case « L’Aventure humaine ». Le film est également sorti sur DVD, édité par Centre national du cinéma et de l’image animée (CNC).

### Fiche technique
- Titre : Quand le Japon s’ouvrit au monde : sur les traces d’Émile Guimet…
- Titre allemand : Als Japan sich für die Welt öffnete: Auf den Spuren von Émile Guimet[8]
- Réalisation : Jean-Claude Lubtchansky
- Image : Mikaël Lubtchansky
- Montage : Jean-Claude Lubtchansky
- Scénario et adaptation : Jean-Claude et Carole Lubtchansky
- Voix : François Marthouret et Michel Duchaussoy
- Producteur : Jean-Pierre Gibrat
- Administratrice de production : Nathalie Cayn
- Assistante de production et Documentaliste : Magali Honorat
- Chargé des acquisitions : Ahmed el-Cheikh
- Assistant réalisation : Toshi Tsuchitori
- Régisseur : Shigeo Suzuki, avec la participation de Harué Momoyama (ja)
- Tournage et post-production : Atelier de Créations Audiovisuelles
- Sociétés de production : La Sept-Arte, Trans Europe Film et Éditions Gallimard
- Pays d’origine :  France
- Langue : français, doublage en allemand
- Durée : 52 minutes
- Date de sortie : 1998 sur Arte

## Édition internationale
| Titre                                              | Traduction littérale                                                    | Langue             | Pays   | Collection (numéro dans la collection) | Éditeur            | Traducteur  | Année de première parution | ISBN                 |
| -------------------------------------------------- | ----------------------------------------------------------------------- | ------------------ | ------ | -------------------------------------- | ------------------ | ----------- | -------------------------- | -------------------- |
| Quand le Japon s’ouvrit au monde                   | –                                                                       | Français de France | France | Découvertes Gallimard (no 99)          | Éditions Gallimard | –           | 1990                       | (ISBN 9782070531189) |
| 日本の開国 エミール・ギメ あるフランス人の見た明治 | « L’ouverture du Japon : l’ère Meiji vue par le Français Émile Guimet » | Japonais           | Japon  | 知の再発見 (no 54)                     | Sōgensha (ja)      | Keiko Omoto | 1996                       | (ISBN 9784422211145) |